# Lysandra cinyraea
Lysandra cinyraea är en fjärilsart som beskrevs av Yuri P. Nekrutenko och Effendi 1979. Lysandra cinyraea ingår i släktet Lysandra och familjen juvelvingar. Inga underarter finns listade i Catalogue of Life.